# Melanum
Melanum is een vliegengeslacht uit de familie van de halmvliegen (Chloropidae).

## Soorten
- M. laterale (Haliday, 1833)